# Sand-Nachtkerze
Die Sand-Nachtkerze (Oenothera oakesiana), auch Oake's Nachtkerze oder Küsten-Nachtkerze genannt, ist eine Pflanzenart aus der Gattung der Nachtkerzen (Oenothera) innerhalb der Familie der Nachtkerzengewächse (Onagraceae). Sie ist in Mitteleuropa ein Neophyt aus Nordamerika.

## Beschreibung

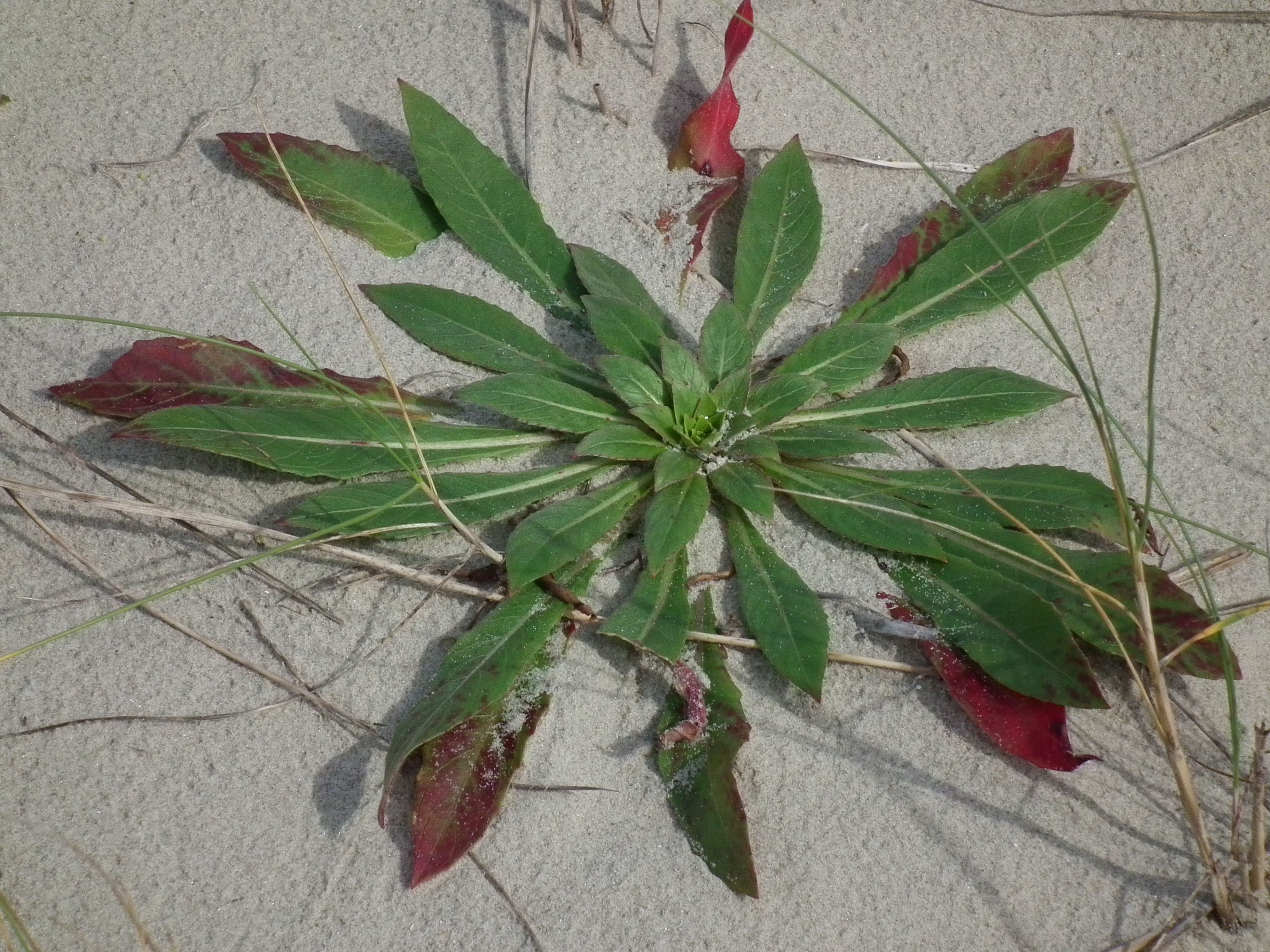
Im ersten Jahr wird eine Blattrosette gebildet.

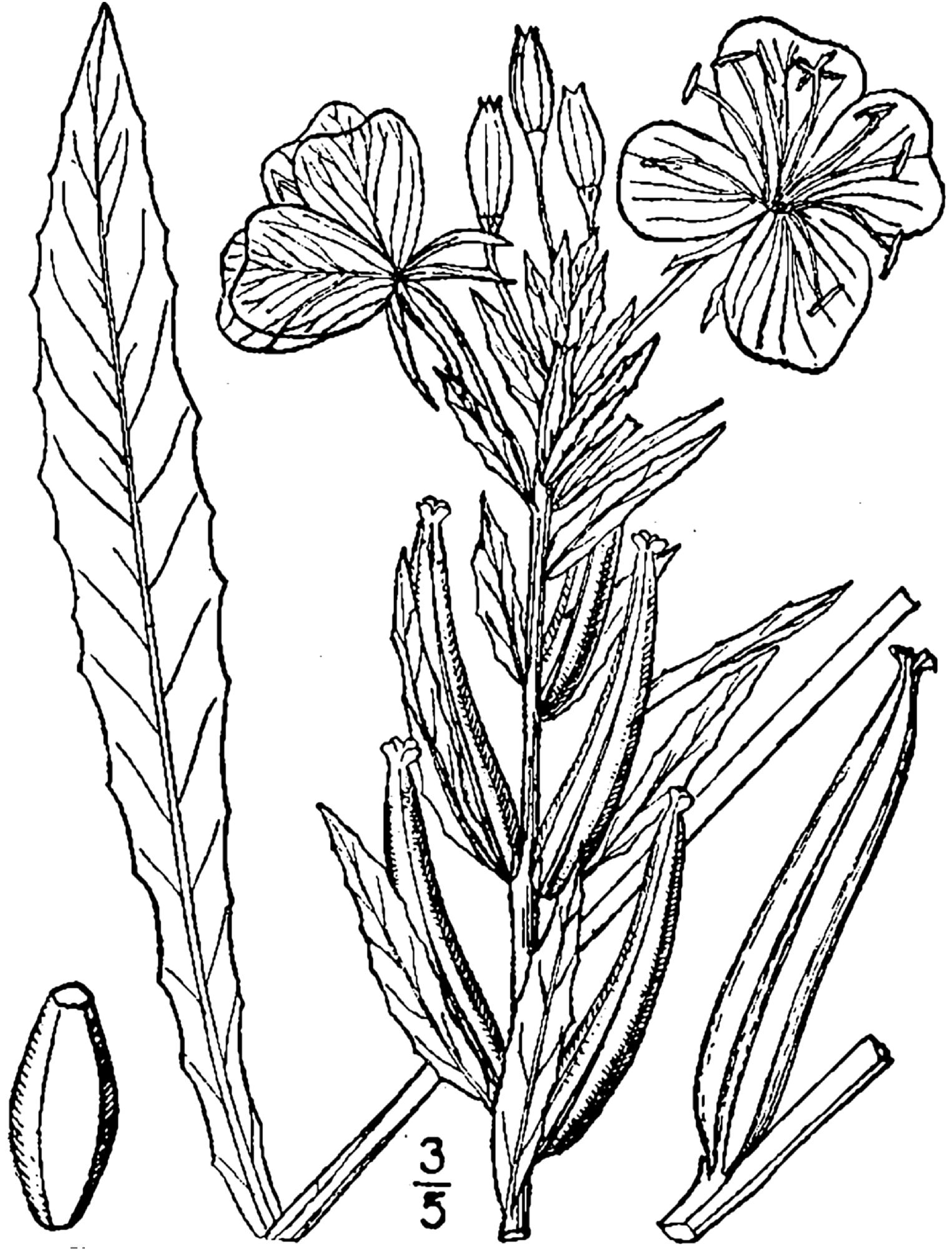
Illustration

Die Sand-Nachtkerze ist eine zweijährige krautige Pflanze, die Wuchshöhen von 0,5 bis 1,5 Metern erreicht. Im ersten Jahr wird eine Blattrosette gebildet. Der Stängel ist mit abstehenden Haaren (Indument) besetzt und rot getupft. Die Laubblätter sind hellgrün, lanzettlich und in der unteren Hälfte am Rande etwas buchtig gezähnelt. 
Die Blütezeit reicht von Juni bis September. Der Blütenstandsgipfel ist vor dem Aufblühen leicht nickend. Die Blütenknospen sind zuerst grün, dann rötlich. Die zwittrigen Blüten sind radiärsymmetrisch und vierzählig mit doppelter Blütenhülle. Die Blütenbecherröhre ist bis 4 cm lang. Die vier Kelchblätter sind mit abstehenden Haaren (Trichome) besetzt. Die Kelchzipfel sind 1 bis 2 cm lang. Die vier Kronblätter sind 16 mm lang und ebenso breit. Der Fruchtknoten ist mit abstehenden Drüsenhaaren besetzt.
Die Kapselfrucht ist 25 bis 35 mm lang, anliegend behaart und hat stumpfe Fruchtzähnchen.
Die Chromosomenzahl beträgt 2n = 14.

## Vorkommen
Die Sand-Nachtkerze kommt in Deutschland selten im südlichen Baden, südlichen Hessen und in Sachsen-Anhalt vor. Sie besiedelt in Mitteleuropa Bahndämme, Sandfelder und Ruderalstellen.